# 100万$ナイト
『100万$ナイト』（ひゃくまんドルナイト）は1980年にリリースされた、甲斐バンドの2枚目のライブ・アルバム。

## 概要
1979年12月21日・22日に開催された、甲斐バンド初の武道館ライブの模様を収録したライブ・アルバムである。

オリジナルのアナログ盤には、1978年長岡和弘在籍時の「最後の夜汽車」ライブ音源がメモリアル・シングルとして付属していた。
2007年に紙ジャケット・デジタルリマスター盤にて復刻された。その際、ボーナストラックが1曲追加され、同ライブでの演奏曲目が全曲収録されることとなった。

## 収録曲
- 全作詞・作曲：甲斐よしひろ、全編曲：甲斐バンド（特記以外）

### Disc-1（LP）
Side-A
1. きんぽうげ
作詞：長岡和弘、作曲：松藤英男・甲斐よしひろ
2. 感触（タッチ）
3. テレフォン・ノイローゼ
4. シネマクラブ
5. らせん階段

Side-B
1. 安奈
2. 噂
3. 嵐の季節
4. 港からやって来た女
5. 三つ数えろ

### Disc-2（LP）
Side-A
1. カーテン
2. 氷のくちびる
3. ポップコーンをほおばって
4. LADY

Side-B
1. HERO（ヒーローになる時、それは今）
2. 翼あるもの
3. 100万$ナイト

### Disc-3（EP）
1. 最後の夜汽車

### Disc-1
1. きんぽうげ
2. 感触（タッチ）
3. テレフォン・ノイローゼ
4. シネマクラブ
5. らせん階段
6. 安奈
7. 噂
8. 嵐の季節
9. 港からやって来た女
10. 三つ数えろ

### Disc-2
1. カーテン
2. 氷のくちびる
3. ポップコーンをほおばって
4. LADY
5. HERO（ヒーローになる時、それは今）
6. 翼あるもの
7. 100万$ナイト
8. 最後の夜汽車

Bonus Track
1. 異邦人の夜（シスコ・ナイト）